# Cyphia crenata
Cyphia crenata är en klockväxtart som först beskrevs av Carl Peter Thunberg, och fick sitt nu gällande namn av Karel Presl. Cyphia crenata ingår i släktet Cyphia, och familjen klockväxter. Inga underarter finns listade i Catalogue of Life.